# اختلال هماهنگی رشدی
اختلال هماهنگی رشد (به انگلیسی: Developmental coordination disorder) (اختصاری دی‌سی‌دی)، همچنین به عنوان اختلال هماهنگی حرکتی رشدی (به انگلیسی: developmental motor coordination disorder)، کُنش‌پَریشی رشدی (به انگلیسی: developmental dyspraxia) یا به شکل ساده کُنش‌پَریشی (Dypspraxia) شناخته می‌شود؛ یک اختلال عصبی مزمن است که از کودکی شروع می‌شود. همچنین مشخص شده است به دنبال پیام‌های مغزی که به‌طور دقیق به بدن منتقل نمی‌شوند، برنامه‌ریزی حرکات و هماهنگی را تحت تأثیر قرار می‌دهد. اختلالات در حرکات مهارتی در هر سن و زمانی، کودک را با فعالیت‌های زندگی روزمره دچار مشکل می‌کند. تشخیص دی‌سی‌دی فقط در صورت عدم وجود سایر اختلالات عصبی مانند فلج مغزی، ام اس یا بیماری پارکینسون حاصل می‌شود.
طبق گفته CanChild (مرکز تحقیقاتی که به تولید دانش و تغییر زندگی‌های کودکان و جوانان اختصاص دارد) در کانادا، این اختلال ۵ تا ۶ درصد از کودکان در سن مدرسه را درگیر می‌کند. با این حال، این اختلال به سمت بزرگسالی پیشرفت می‌کند، بنابراین آن را به یک وضعیت مادام‌العمر تبدیل می‌کند.

## علائم و نشانه‌ها
جنبه‌های مختلف رشد می‌تواند تحت تأثیر اختلال هماهنگی آن باشد و تا بزرگسالی ادامه داشته باشند؛ زیرا دی‌سی‌دی هیچ درمانی ندارد. اغلب استراتژی‌های مقابله ای مختلفی در برابر آن به کار گرفته می‌شود شامل: کاردرمانی، روان درمانی، فیزیوتراپی، گفتاردرمانی یا آموزش روانشناختی.
علاوه بر اختلالات جسمی، اختلال هماهنگی رشد با مشکلات حافظه‌ای، به ویژه در حافظه کار همراه است. این به‌طور معمول منجر به مشکل در به خاطر سپردن دستورالعملها، سازماندهی وقت شخصی و به خاطر سپردن مهلت‌ها می‌شود. افزایش تمایل به از گم کردن چیزها و مشکلاتی در به انجام رساندن وظایف و کارها می‌شود که نیاز به به خاطر سپردن چند مرحله متوالی (مانند پخت‌وپز) دارد. در حالی که اکثر جمعیت عمومی تا حدودی این مشکلات را تجربه می‌کنند، تأثیر بسیار قابل توجهی در زندگی افراد مبتلا به این اختلال دارد. با این حال، بسیاری از این افراد با وجود ضعف حافظه کوتاه‌مدت، از حافظه بلندمدت بسیار عالی برخوردارند. بسیاری از کار در یک محیط سازمان یافته بهره‌مند می‌شوند، زیرا تکرار همان روال مشکل در مدیریت زمان را به حداقل می‌رساند و به آنها امکان می‌دهد تا رویه‌هایی را به حافظه طولانی مدت بسپارند.
افراد مبتلا به اختلال هماهنگی رشدی گاهی در تعدیل میزان اطلاعات حسی که بدن آنها به‌طور مداوم به آنها می‌فرستد دچار مشکل می‌شوند، بنابراین در نتیجه این افراد ممکن است مستعد فشار حسی بیش از اندازه و وحشت‌زدگی باشند.
برخی از افراد دارای این اختلال دشواری متوسط تا شدیدی را در انجام کارهای جسمی تجربه می‌کنند و خستگی در بین آنها رایج است زیرا انرژی زیادی صرف تلاش برای اجرای صحیح حرکات جسمی می‌کنند. برخی از این افراد از هیپوتونی یا کمبود توده عضلانی رنج می‌برند، که مانند دی‌سی‌دی می‌تواند مشخصاً بر تعادل اثر منفی بگذارد.

### توانایی حرکتی اولیه و آشکار
مسائل مربوط به حرکت بدن و هماهنگی حرکات با این منظور است که اهداف اصلی رشد از جمله راه رفتن، دویدن، بالارفتن و پریدن می‌تواند تحت تأثیر قرار گیرد.
مشکلات در افراد مختلف متفاوت است و می‌تواند موارد زیر را شامل شود:
- زمان‌بندی ضعیف.
- تعادل ضعیف (گاهی حتی افتادن از ارتفاع متوسط). سر خوردن روی پای خود نیز متداول است.
- مشکل در ترکیب حرکات به صورت یک دنباله تحت کنترل.
- مشکل به خاطر سپردن حرکت بعدی در یک دنباله از حرکات.
- مشکلات آگاهی و دید فضایی یا دید مکانیکه سنسورهای حسی ما از موقعیت ما در محیط به ما می‌دهند (پردازش محیط).
- مشکل در بلند کردن و نگه داشتن اشیاء ساده مانند مداد، به دلیل ضعف در عضلات یا مشکل در پردازش موقعیت مکانی.
- دست و پا چلفتی تا جایی که باعث می‌شود اوضاع را به هم بزنید، باعث صدمات جزئی به خود او می‌شود و به صورت تصادفی به افراد ضربه بزند.
- مشکل در تشخیص چپ از راست.
- عدم تسلط غیریکنواخت بر اندام‌ها (افرادی که تسلط دست، چشم، پا یا گوش آنها به‌طور یکنواخت راست یا چپ نیست)، توانایی در استفاده از هر دو دست و تغییر در دست ترجیحی نیز در افراد مبتلا به اختلال هماهنگی رشد وجود دارد.
- مشکل در جویدن غذاها.

### کنترل حرکتی ثانویه (اعمال حرکتی کوچک و دقیق)
مشکلات حرکتی در این سطح می‌تواند باعث ایجاد مشکل در طیف گسترده‌ای از کارهای دیگر از جمله استفاده از چاقو و چنگال، بستن دکمه‌ها و بند کفش، آشپزی، مسواک زدن، مدل مو، اصلاح، استفاده از مواد آرایشی، بازکردن در شیشه‌ها و بسته‌ها، بستن و بازکردن قفل درها و انجام کارهای خانه می‌شود. مشکلات مربوط به هماهنگی حرکتی در این سطح منجر به مشکل در دست خط فرد شود، که ممکن است به دلیل مشکلات ایدئال یا حرکت ناخودآگاه باشد.
مشکلات مرتبط با این منطقه ممکن است شامل موارد زیر باشد:
- یادگیری الگوهای اولیه حرکتی.
- افزایش سرعت نوشتن در حد مطلوب.
- صحیح به دست گرفتن مداد.
- فهم حروف اولیه سیستم نوشتاری، برای مثال حروف الفبای لاتین و همچنین اعداد.

### اختلال کلامی رشد
اختلال کلامی رشدی (DVD) نوعی اختلال استنباطی و شکل دهی به کلمات است که باعث اختلال در گفتار و زبان می‌شود. این اصطلاح مورد علاقه در انگلیس است. با این حال، گاهی به عنوان اختلال آوایی نیز گفته می‌شود و در ایالات متحده اصطلاح معمول عبارت است از اختلال در گفتار کودک(CAS).
مشکلات اصلی شامل موارد زیر است:
- مشکلات مربوط به کنترل اندام گفتاری.
- مشکل در ایجاد صدا در گفتار.
- مشکل در ترتیب صداها؛ در یک کلمه یا تبدیل و قراردادن کلمات در جملات.
- مشکل در کنترل تنفس، سرکوب بزاق و واج در هنگام صحبت یا آواز خواندن با متن.
- رشد زبانی آهسته.

### اختلالات همراه و عواقب ثانویه
افرادی که اختلال هماهنگی رشدی دارند نیز ممکن است یک یا چند مورد از این شرایط مشترک را داشته باشند:
- اختلال کمبود توجه بیش فعالی (ADHD) (عدم توجه، بیش فعالی، رفتار انفعالی).
- اختلال طیف اوتیسم.
- دیس کالکولی (مشکل با اعداد).
- دیسگرافیا (عدم توانایی نوشتن منظم یا ترسیم).
- Dyslexia (مشکل در خواندن و هجی کردن).
- هیپوتونی (توده عضلانی کم).
- اختلال یادگیری غیر کلامی.
- اختلال پردازش حسی.
- اختلال خاص زبانی (SLI).
- نقص ادراک بصری.

با این حال، فردی که مبتلا به دی‌سی‌دی است؛ بعید است که همه این شرایط را داشته باشد. الگوی دشواری از فردی به فرد دیگر متفاوت است. منطقه ای از ضعف عمده برای یکی از این بیماران ممکن است نقطه قوت یا توانایی کم‌نظیر برای بیماری دیگر باشد. به عنوان مثال، در حالی که برخی از این بیماران در خواندن و هجی کردن به دلیل خوانش‌پَریشی(Dyslexia) مشکل دارند یا با شمردن تعداد به دلیل این اختلال مشکل دارند، برخی دیگر ممکن است توانایی خواندن، هجی کردن یا تواناییهای محاسباتی و ریاضی عالی داشته باشند. برخی تخمین‌ها نشان می‌دهد که تا ۵۰٪ از افراد دارای اختلال حرکتی رشد دارای ADHD هستند.

#### اختلال پردازش حسی
اختلال پردازش حسی (SPD) مربوط به حساسیت بیش از حد یا عدم حساسیت به محرکهای جسمی مانند لمس، نور، صدا و بو است. این ممکن است خود را ناتوانی در تحمل برخی از بافت‌ها از قبیل کاغذ سنباده یا پارچه‌های خاصی از قبیل پشم، عدم تحمل خوراکی بیش از حد دارای بافت (که معمولاً به عنوان خوردن ترشی شناخته می‌شود)، لمس توسط شخص دیگری (در صورت حساسیت بیش از اندازه به لمس) یا نظیر آن نشان دهد. ممکن است نیاز به استفاده مداوم از عینک آفتابی در بیرون از خانه باشد زیرا ممکن است نور خورشید به اندازه کافی شدید باشد که باعث ایجاد ناراحتی در ایجاد عارضه سوزش (در صورت حساسیت به نور) شود. بیزاری به موسیقی با صدای بلند و محیط‌های با صدای بلند طبیعی (مانند کلوپ‌ها و کافه‌ها) یک رفتار معمولی از یک فرد دارای این اختلال است که از حساسیت شنوایی رنج می‌برد، در حالی که راحت بودن در محیط‌های گرم یا سرد غیرمعمول نیز یک رفتار عادی از یک فرد دارای اختلال حساس به گرما است. عدم حساسیت به محرک‌ها همچنین ممکن است مشکلاتی ایجاد کند، زیرا افراد ورودی حسی برای درک موقعیت بدنشان در فضا را دریافت نمی‌کنند. این می‌تواند این افراد را در انجام کارهایشان بیشتر دچار چالش کند. این دسته که حساسیتی نسبت به درد ندارند، ممکن است ناخواسته به خود صدمه بزنند بدون آن که از آن آگاه باشند. برخی از افراد دی‌سی‌دی ممکن است نسبت به برخی محرک‌ها حساس باشند و نسبت به سایر محرک‌ها حساسیتی نداشته باشند.

#### نقص خاص زبان
تحقیقات خاص اختلال در زبان (SLI) نشان داده است که دانش آموزان دارای اختلال هماهنگی رشد و مهارت‌های عادی زبان، با وجود نقاط قوت نسبی در زبان، هنوز هم در یادگیری مشکل دارند. این بدان معناست که، برای دانش آموزان دارای اختلال هماهنگی رشد، توانایی حافظه کاری آنها مشکلات یادگیری آنها را تعیین می‌کند. هر گونه قدرت و توانایی در زبانی که دارند قادر به پشتیبانی کافی از یادگیری آن‌ها نیست.
دانش آموزان دارای اختلال هماهنگی رشدی بیشتر با مشکلات حافظه بینای-فضایی دست و پنجه نرم می‌کنند. در مقایسه با همسالان خود که دارای مشکلات حرکتی نیستند، دانش آموزان دارای اختلال هماهنگی رشد، هفت برابر بیشتر از دانش آموزان عادی، احتمال رسیدن به نمرات بسیار ضعیف در حافظه بینایی- مکانی را دارند. در نتیجه این اختلال در حافظه کاری، دانش‌آموزان دی‌سی‌دی دارای نقص یادگیری هم می‌باشند.

#### پیامدهای روان‌شناختی و اجتماعی
دامنه روانشناختی: کودکان مبتلا به دی‌سی‌دی ممکن است با خودکارآمدی و مقبولیت کمتر در روابط با همسالان و اجتماع درگیر باشند. برخی پرخاشگری و بیش فعالی بیشتری را نشان می‌دهند.
حوزه اجتماعی: این کودکان ممکن است در برابر طرد اجتماعی و زورگویی آسیب پذیرتر باشند که احتمالاً در نهایت منجر به سطح تنهایی بیشتر شود.

## تشخیص
ارزیابی‌های مربوط به اختلال هماهنگی رشد به‌طور معمول نیاز به یک تاریخچه از رشد دارد. جزئیات سنی که در آن نقاط عطف قابل توجهی در رشد، مانند خزیدن و راه رفتن وجود دارد رخ داده است. غربالگری مهارت‌های حرکتی شامل فعالیت‌هایی است که برای نشان دادن اختلال هماهنگی رشد، از جمله تعادل، توالی جسمی، حساسیت به لمس و تغییر در فعالیت‌های راه رفتن طراحی شده است.
انجمن روان‌پزشکی آمریکا برای تعیین اینکه کودک دارای اختلال هماهنگی رشد است چهار معیار اصلی تشخیصی فراگیر دارد.
معیارها به شرح زیر است:
1. هماهنگی حرکتی بسیار کاهش می‌یابد، اگرچه هوش کودک برای سنش طبیعی است.
2. مشکلاتی که کودک با هماهنگی یا برنامه‌ریزی حرکتی تجربه می‌کند در زندگی روزمره کودک اختلال ایجاد می‌کند.
3. مشکلات هماهنگی ناشی از شرایط پزشکی دیگری نیست.
4. اگر کودک به‌طور همزمان دارای ناتوانی ذهنی یا رشدی دیگری باشد، اختلال هماهنگی رشد هنوز به‌طور نامتناسب تأثیرگذار است.

آزمایش‌های غربالگری که می‌توانند برای ارزیابی اختلال هماهنگی رشد استفاده شوند عبارتند از:
- ارزیابی حرکتی باتری برای کودکان (حرکت-ABC - حرکت-2ABC)
- مقیاس حرکتی رشد پی‌بادی - نسخه دوم((PDMS-2
- تست مهارت حرکتی Bruininks-Oseretsky (BOTMP-BOT-2)
- Motoriktest für vier- bis sechsjährige Kinder (MOT 4-6)
- Körperkoordinationtest für Kinder (KTK)
- آزمون رشد اولیه (اعمال حرکتی ابتدایی)، ویرایش دوم (TGMD-2)
- آزمون مهارت‌های حرکتی ماستریخت (MMT) (به انگلیسی: Maastrichtse Motoriek Test)
- مقیاس هوش بزرگسالان (WAIS-IV) Wechsler
- آزمون دستاورد فردی (WAIT-II) Wechsler
- تست خواندن بهینه کلمات نسخه دوم (TOWRE-2)
- پرسشنامه اختلال هماهنگی رشد .(دی‌سی‌دی-Q)این پرسشنامه به زبان‌های زیادی ترجمه شده است از جمله فرانسوی و کانادایی-فرانسوی و همین‌طور یک نسخه اروپایی-فرانسوی هم موجود است.
- آگاهی از خود کودک از کفایت و شایستگی خود و تمایل به فعالیت بدنی (CSAPPA)

در حال حاضر هیچ آزمون ارزیابی «استاندارد طلایی» وجود ندارد.
یک ارزیابی حرکتی پایه نقطه شروع برنامه‌های مداخله رشد را ایجاد می‌کند. مقایسه کودکان با میزان رشد عادی رشد ممکن است به درک زمینه‌های مشکل اساسی کمک کند.
با این حال، تحقیقات در مجله آموزش ویژه انگلیس نشان داده است که اطلاعات و دانش در بسیاری از افرادی که باید برای تشخیص و پاسخگویی به مشکلات مختلف از جمله اختلال هماهنگی رشد، خوانش‌پَریشی و نقص توجه، کنترل حرکتی و ادراک (DAMP) آموزش ببینند، بسیار محدود است. هرچه زودتر مشکلات ذکر شود و ارزیابی به موقع اتفاق بیفتد؛ مداخله سریعتر آغاز می‌شود. یک معلم یا پزشک معالج ممکن است فرصت تشخیص را با سرسری گرفتن و بی دقتی از دست بدهند.
«اگر معلومات معلمان محدود باشد آن‌ها قادر نخواهند بود کودک دارای مشکلات یادگیری را در کلاس تشخیص دهند یا آن‌ها را بپذیرند. به‌طور مشابه پزشکان معالج هم در تشخیص و ارجاع مناسب کودکان با مشکلات یادگیری دچار مشکل می‌شوند.»

### طبقه‌بندی
اختلال هماهنگی رشد در پنجمین نسخه تجدیدنظر شده از کتاب راهنمای تشخیصی و آماری اختلالات روانی
(DSM-2) به عنوان یک اختلال حرکتی، در دسته اختلالات عصبی رشد قرار می‌گیرد.

## مدیریت
معالجه ای برای این بیماری وجود ندارد. در عوض، از طریق شیوه‌های درمانی مدیریت می‌شود. فیزیوتراپی یا کاردرمانی می‌تواند به افراد مبتلا به این بیماری کمک کند.
برخی از افراد با این شرایط، پیدا کردن روش‌های جایگزین برای انجام وظایف یا سازماندهی خود، مانند تایپ کردن با لپ تاپ به جای نوشتن با دست یا استفاده از دفتر خاطرات و تقویم برای منظم بودن. بررسی کامل شده‌ای در سال ۲۰۱۷ توسط Cochrane در مورد مداخلات وظیفه محور برای دی‌سی‌دی انجام شد که منجر به یافته‌های متناقض و فراخوان برای تحقیقات بیشتر و کارآزمایی‌های کنترل شده تصادفی شد.

## همه‌گیرشناسی
اختلال هماهنگی رشدی یک بیماری عصبی مادام‌العمر است که در مردان نسبت به زنان شایع تر است و نسبت آن تقریباً چهار مرد به هر زن است. نسبت دقیق افراد مبتلا به این اختلال ناشناخته است؛ زیرا این اختلال می‌تواند به دلیل عدم انجام آزمایش‌ها آزمایشگاهی خاص، تشخیص آن دشوار باشد؛ بنابراین تشخیص بیماری یکی از موارد حذف سایر دلایل یا بیماریهای ممکن است. تقریباً ۵–۶٪ از کودکان از این بیماری رنج می‌برند.

## تاریخچه
نخستین بار Collier اختلال هماهنگی رشد را به عنوان «اختلال عملکردی مادرزادی» توصیف کرد. A. Jean Ayres از اختلال هماهنگی رشد به عنوان اختلال در ادغام حسی در سال ۱۹۷۲ یاد کرد. در حالی که در سال ۱۹۷۵دکتر داروشناس Sasson Gubbay، آن را «سندرم کودک دست و پا چلفتی» نامید. اختلال هماهنگی رشد همچنین «اختلال عملکرد مغزی» نامیده شده است. اگرچه این دو نام دیگر به کار برده نمی‌شوند.
نام‌های دیگر عبارتند از: آپراکسی رشدی، اختلال توجه و درک حرکتی (DAMP)، اختلال هماهنگی رشدی، «مشکلات یادگیری حرکتی»، اختلال ادراکی-حرکتی، اختلال عملکرد و عملکرد حسگر حرکتی.
سازمان بهداشت جهانی در حال حاضر بیماری اختلال هماهنگی رشد را «اختلال ویژه رشد عملکرد حرکتی» ذکر کرده است.

## جامعه
رایان سینکلر، هم بازی دکتر در برنامه تلویزیونی علمی تخیلی دکتر هو در شبکه BBC، دارای این اختلال است. این شخصیت در سال ۲۰۱۸ آغاز به کار کرد.

### موارد قابل‌توجه
افرادی که علناً بیان کردنند که به اختلال هماهنگی رشدی مبتلا شدهاند عبارتند از: دانیل رادکلیف بازیگر، دیوید بیلی عکاس، کارا دلوینگن مدل، فلورانس ولچ خواننده، اما لول باک سیاستمدار انگلیسی، الیس ژن بازیکن راگبی و ویل پوولتر بازیگر.